# Politische Chronik der österreichisch-ungarischen Monarchie
Die Politische Chronik der österreichisch-ungarischen Monarchie erschien monatlich in Wien. Die erste Ausgabe erschien 1910. Im Jahr 1920 erschien die Politische Chronik der österreichisch-ungarischen Monarchie zum letzten Mal. Karl Neisser, k. k. Staats-Archivsdirektor im Abgeordnetenhause des Reichsrates fungierte als Verleger der Zeitung. Von 1912 bis zum Jahr 1918 erschien die Parlamentarische Chronik als Beilage der Politischen Chronik der österreichisch-ungarischen Monarchie.